# Tremella hemifoliacea
Tremella hemifoliacea är en svampart som beskrevs av Lloyd 1925. Tremella hemifoliacea ingår i släktet Tremella och familjen Tremellaceae.   Inga underarter finns listade i Catalogue of Life.